# Primordia
Primordia — это приключенческая point-and-click игра, разработанная Wormwood Studios и изданная Wadjet Eye Games. Игра вышла в свет 5 декабря 2012 года. С момента выхода игра уже была переведена фанатскими сообществами с английского на многие другие языки, среди которых: русский, французский, португальский и польский.

## Фабула
Действие разворачивается в пост-апокалиптическом сеттинге. Игра рассказывает историю робота Горацио (Horatio Nullbuilt) и его дроида-компаньона Криспина (Crispin Horatiobuilt). В огромной пустыне (the Dunes) они находят UNIIC — заброшенный воздушный корабль, который становится их обиталищем, и который они пытаются починить и запустить в течение игры.
Когда неизвестный робот вторгается на UNIIC и похищает единственный источник энергии корабля, Горацио и Криспину приходится отправиться на его поиски, которые приводят их в легендарный город Метрополь.

## Геймплей
В отличие от многих других приключенческих игр, Primordia предлагает решать головоломки в реальном времени. Кроме того, есть множество путей решения одной задачи.
Стиль игры и выборы, которые игрок делает по мере прохождения, отразятся на окончании истории.
Интерфейс Primordia свойственен большинству других point-and-click игр: левой кнопкой мыши игрок взаимодействует с предметами и окружением, а правой может получить информацию об интересующих вас объектах.
Инвентарь, «инструментарий» (база данных, сохранение, загрузка и проч.) и все остальные функции, которые понадобятся во время игры, можно найти на специальной панели в верхней части экрана. Все предметы в инвентаре могут быть скомбинированы между собой, также почти все имеющиеся предметы можно применить к активным зонам и персонажам.
Криспин также может взаимодействовать с различными объектами по указанию игрока. Ещё Криспин даёт советы по прохождению, однако все подсказки вписаны в игровой процесс таким образом, чтобы избежать обрушения «четвёртой стены».
Все важные данные (пароли, сведения и проч.), получаемые в процессе игры, автоматически заносятся в базу данных.
Во время диалогов с другими персонажами игрок может выбрать одну из предоставленных реплик, что также повлияет на развитие событий.

## Критика
| Сводный рейтинг | Сводный рейтинг |
| Агрегатор       | Оценка          |
| --------------- | --------------- |
| GameRankings    | 72,00 %         |

Primordia получила положительные оценки от независимых и жанровых игровых порталов и смешанные отзывы от крупных сайтов. Adventure Gamers описал Primordia как "великолепную, интеллектуальную и меланхоличную научно-фантастическую притчу с «прекрасной, сюрреалистичной ретро-графикой, которая придаёт игре неповторимую атмосферу».
Также сайт отдал ей награду «Лучшая проработка окружения», за её «призрачный мир, история которого выходит далеко за пределы игровой экспозиции, история которого остаётся с нами надолго, уже после того, как мы прошли игру».
Сайт Hardcore Gaming 101 назвал Primordia «первым графическим приключением последних лет, достойным сравнения с шедеврами былых дней». Pop Matters назвали игру «эволюцией жанра … игра стала намного интереснее, потому что её идеи стали сложнее и запутаннее». Другие сайты оценили игру как одну из лучших научно-фантастических историй последнего времени. Primordia также получила высокие рейтинги: 8.9/10 на Metacritic, 4.5/5 на GOG.com, и «крайне положительные» (97 %) оценки на Steam. По состоянию на 16 сентября 2015 года Primordia находилась на 17 месте в списке наиболее высоко оценённых на Steam и на первом месте среди приключенческих игр.
В отличие от независимых сайтов, более крупные порталы, такие как IGN и GameSpy, жаловались на слишком большое количество головоломок в игре и их чрезмерную сложность, также было отмечено, что низкое разрешение вредит графике игры, а юмор игры был найден местами раздражающим.

## «Падший»(«Fallen»)
В июне 2013 Wormwood Studios выпустили «Fallen» — спин-офф оригинальной игры, историю, происходящую после окончания событий Primordia. Критики отметили «Fallen» за стиль написания и художественное оформление. «Fallen» доступен для бесплатного скачивания в форматах PDF, ePUB и анимированной аудиокниги. История была переведена на немецкий и итальянский.

## Продажи
Летом 2018 года, благодаря уязвимости в защите Steam Web API, стало известно, что точное количество пользователей сервиса Steam, которые играли в игру хотя бы один раз, составляет 83 704 человека.